# Daphnopsis nevlingiana
Espèce
Classification APG III (2009)
Daphnopsis nevlingiana est une espèce de plantes à fleurs de la famille des Thymelaeaceae. C'est un arbuste endémique du Venezuela.

## Description
Daphnopsis nevlingiana peut atteindre trois mètres de hauteur.

## Habitat
L'espèce se rencontre au sommet du tepuy Sarisariñama, entre 1 200 et 1 400 mètres d'altitude.

## Distribution
L'espèce est endémique de l'État de Bolívar au Venezuela.